# 葡萄牙巴洛克

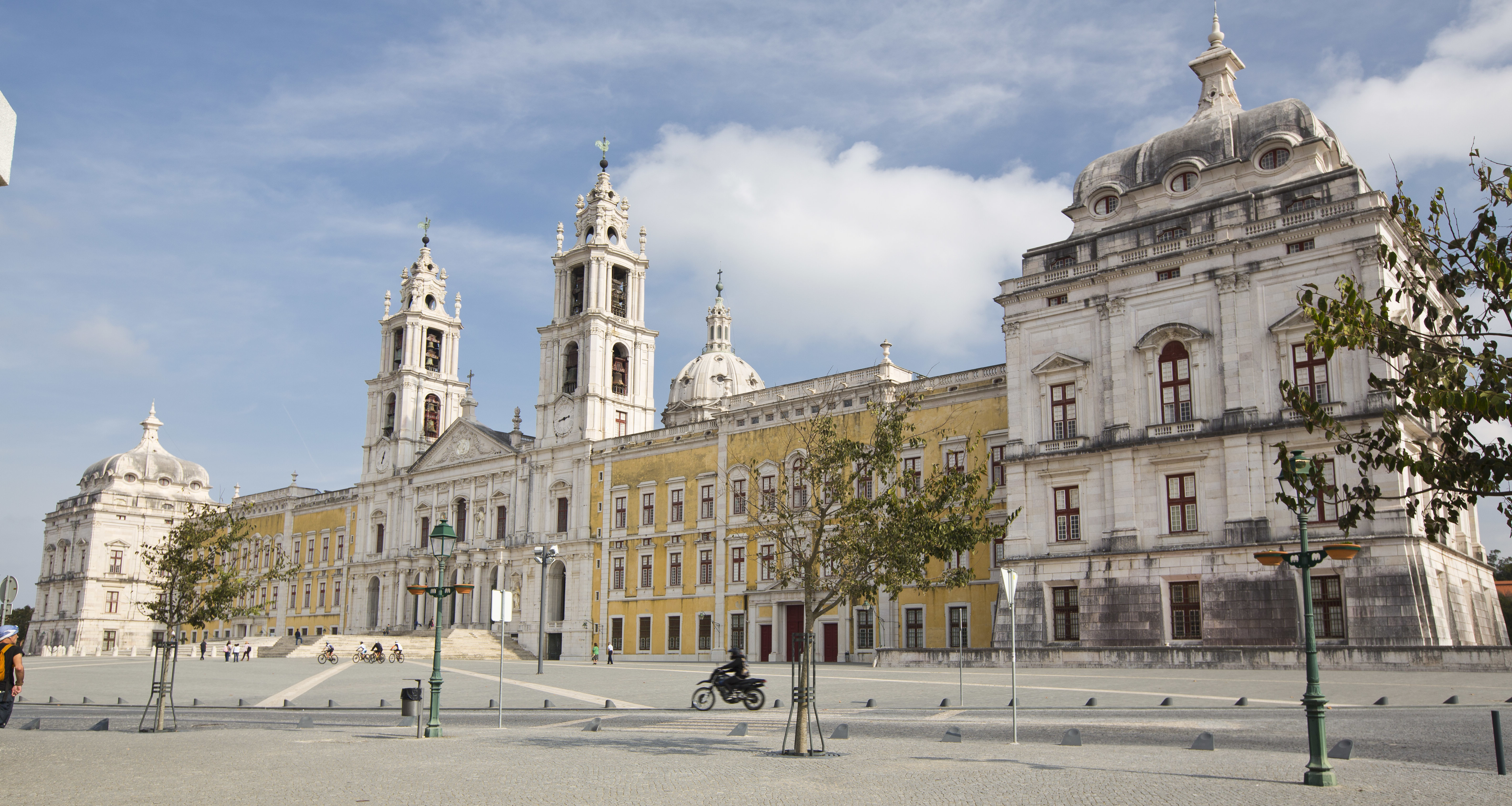
位於馬夫拉的馬夫拉宮是葡萄牙巴洛克建築最典型的例子之一。

葡萄牙巴洛克，是17世紀和18世紀期間，在葡萄牙土地上普遍存在的一種建築風格。是當地建築傳統和歐洲巴洛克風格相結合的結果。由於約翰五世和若澤一世在位期間增加了黃金和鑽石的進口，這個時期的葡萄牙正於皇家專制主義或絕對君主制，使得葡萄牙巴洛克風格得以蓬勃發展。

## 歷史
葡萄牙的巴洛克式建築與歐洲其他地區的出現時間不同，並受到多種政治、藝術和經濟因素的影響。其風格始於一個複雜的時刻，在伊比利聯盟60 年後，王國的財政壓力引導平民發動革命，導致葡萄牙王政復辟戰爭後的結果。
另一個關鍵因素是耶穌會建築的存在，也被稱為「樸素風格」（Estilo Chão）。
在恢復獨立戰爭結束後，以及阿方索六世和佩德羅二世的繼承危機之後，葡萄牙做好接受巴洛克潮流的準備，改變國家中境內建築風格主義模型，另新建築充滿活力和現代化，同時也使用居中的植物作為裝飾，例如由若昂·努內斯·蒂諾科和若昂·安圖內斯設計的聖恩格拉西亞教堂，其建築物以曲線、幾何形及居中的植物建造而成，並飾有彩色大理石，為城市增添了光彩。
在約翰五世統治時期，巴洛克風格在葡萄牙各地的城市經歷了一段全新的輝煌階段。位於馬夫拉的[馬夫拉宮]]同樣也是約翰五世任內的主要作品。 然而，1755年里斯本大地震造成了毀滅性的破壞，使得里斯本多數代表性的幾座建築物都未能倖存下來。包括里韦拉宫、皇家禮拜堂等。18世紀葡萄牙最傑出的工程之一，全長11.18英里的阿瓜里弗渡槽同樣也參考大量的巴洛克風格，能夠從具有紀念意義的的拱門細部設計體現，在全國各地的城市，包括維塞烏、聖塔倫和法魯等城市，仍能在不少建築看到當時巴洛克盛況的痕跡。
此外，葡萄牙的文化。尤其是繪畫、雕塑、裝飾藝術和瓷磚文化在巴洛克時期也有了很大的發展。這一時期的鍍金木雕是最為最華麗的例子之一  ，代表作包括建於科英布拉大學的主要舊建築和若昂尼納圖書館（約翰尼圖書館，以约翰五世命名）。

### 北葡萄牙
葡萄牙北部當代仍存有許多巴洛克式建築。隨著更多的居民和更好的經濟資源，其中以波爾圖和布拉加的大量教堂、修道院和宮殿最為著名。波爾圖是葡萄牙作為巴洛克建築的代表性城市，其舊城區與周圍產酒區已經被指定為世界文化遺產。這是居住在葡萄牙的意大利建築師尼古勞·納索尼的工作區域，他是葡萄牙巴洛克建築中最具影響力的人物之一。他在波爾圖留下了許多主要作品，如教士教堂、波尔图主教座堂的涼廊、聖若昂新宮、弗雷舒宮、波尔图主教宫以及其他許多建築。

## 圖片

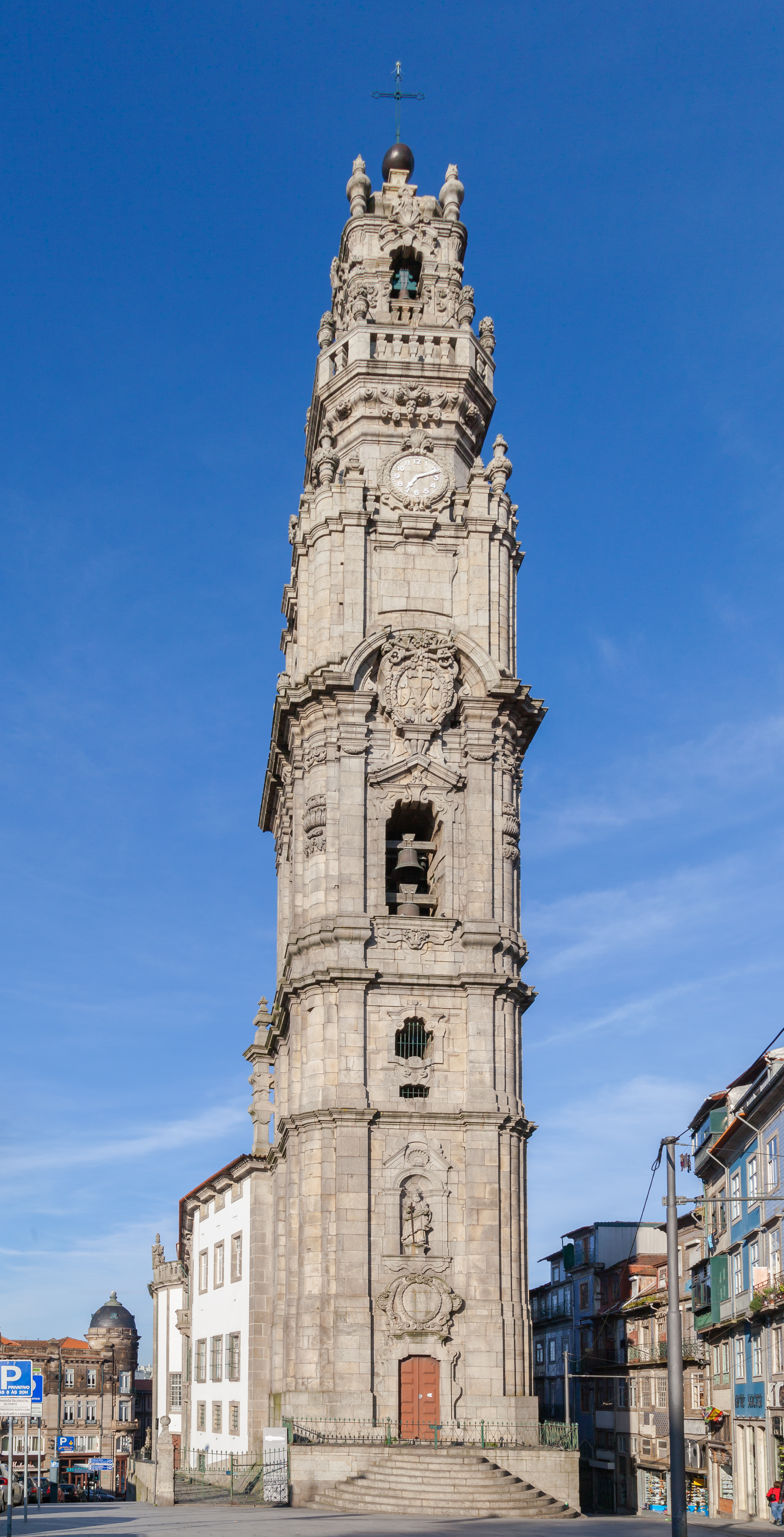
教士教堂牧師樓，波爾圖
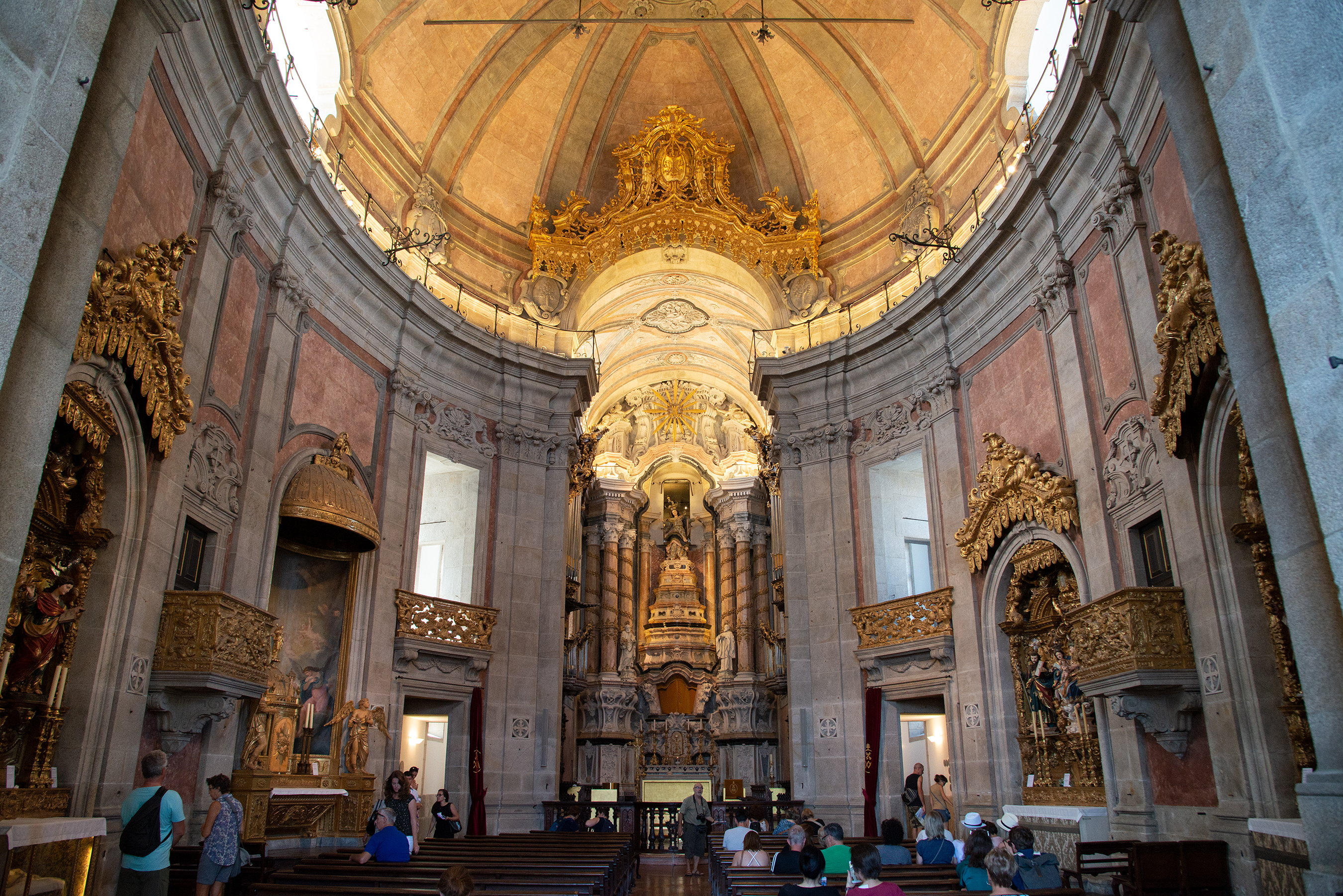
教士教堂內部，波爾圖
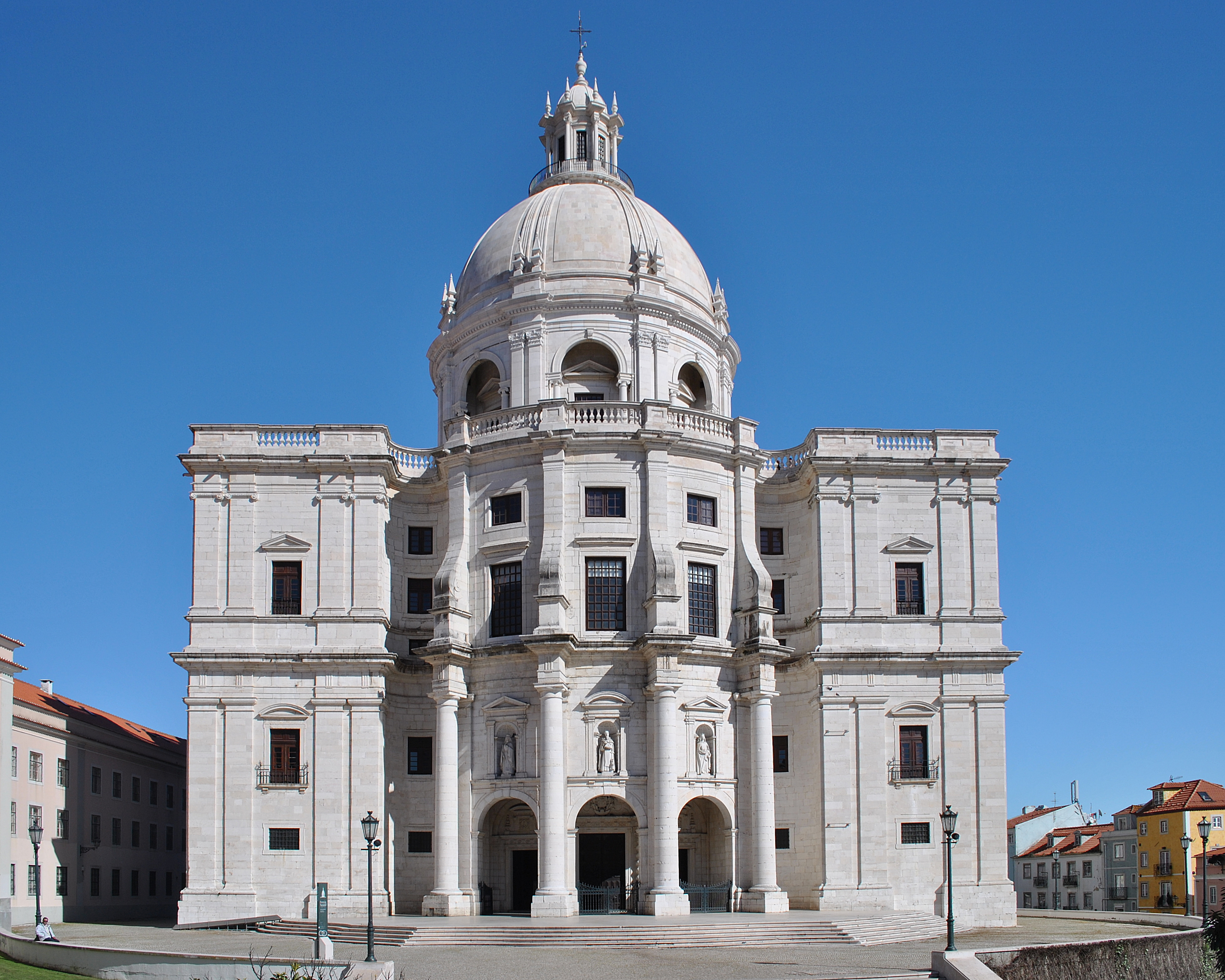
聖恩格拉西亞教堂（英语：Santa_Engrácia_(Lisbon)），里斯本
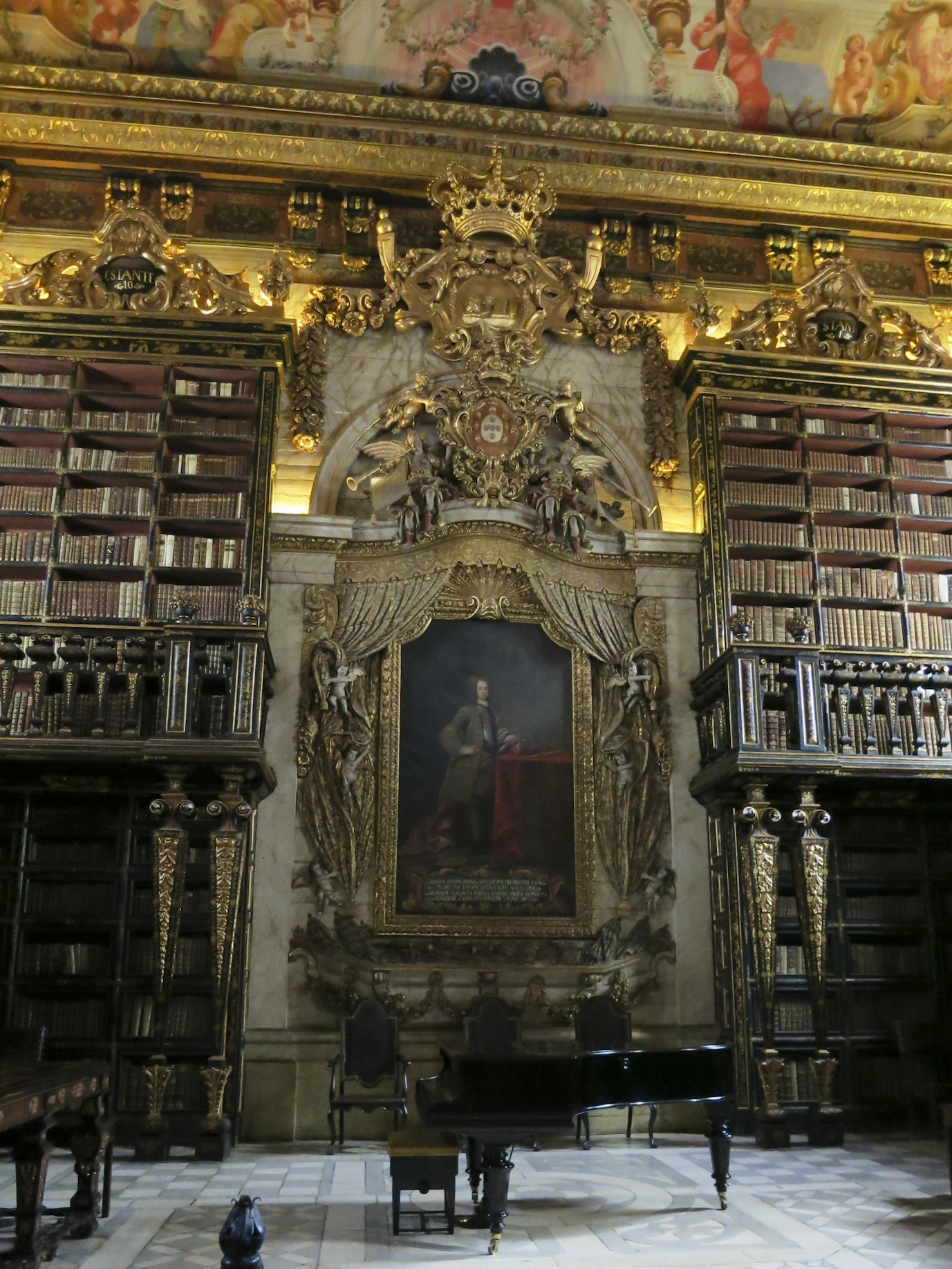
若昂尼納圖書館保存的大型鍍金木雕
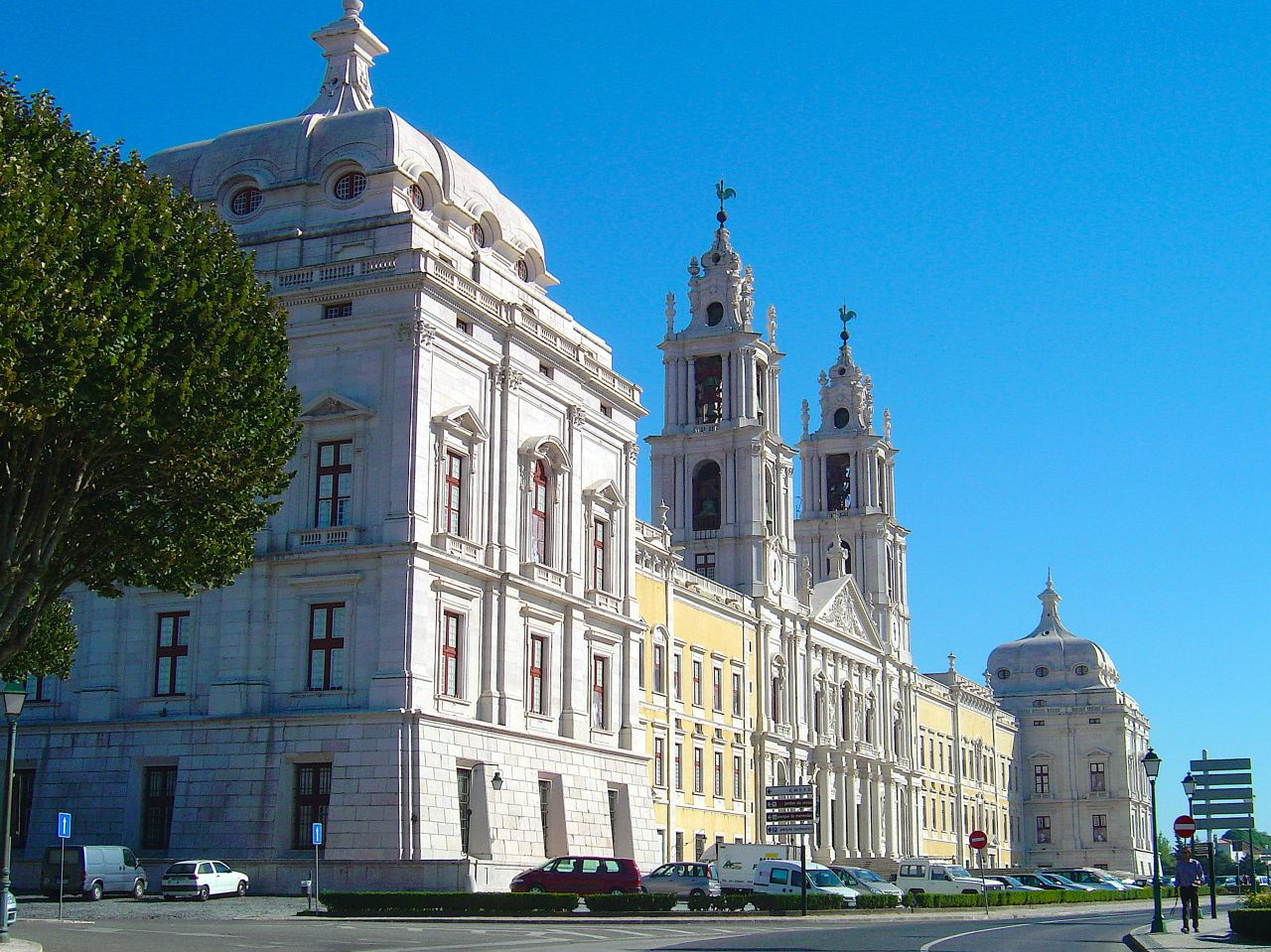
馬夫拉宮，馬夫拉
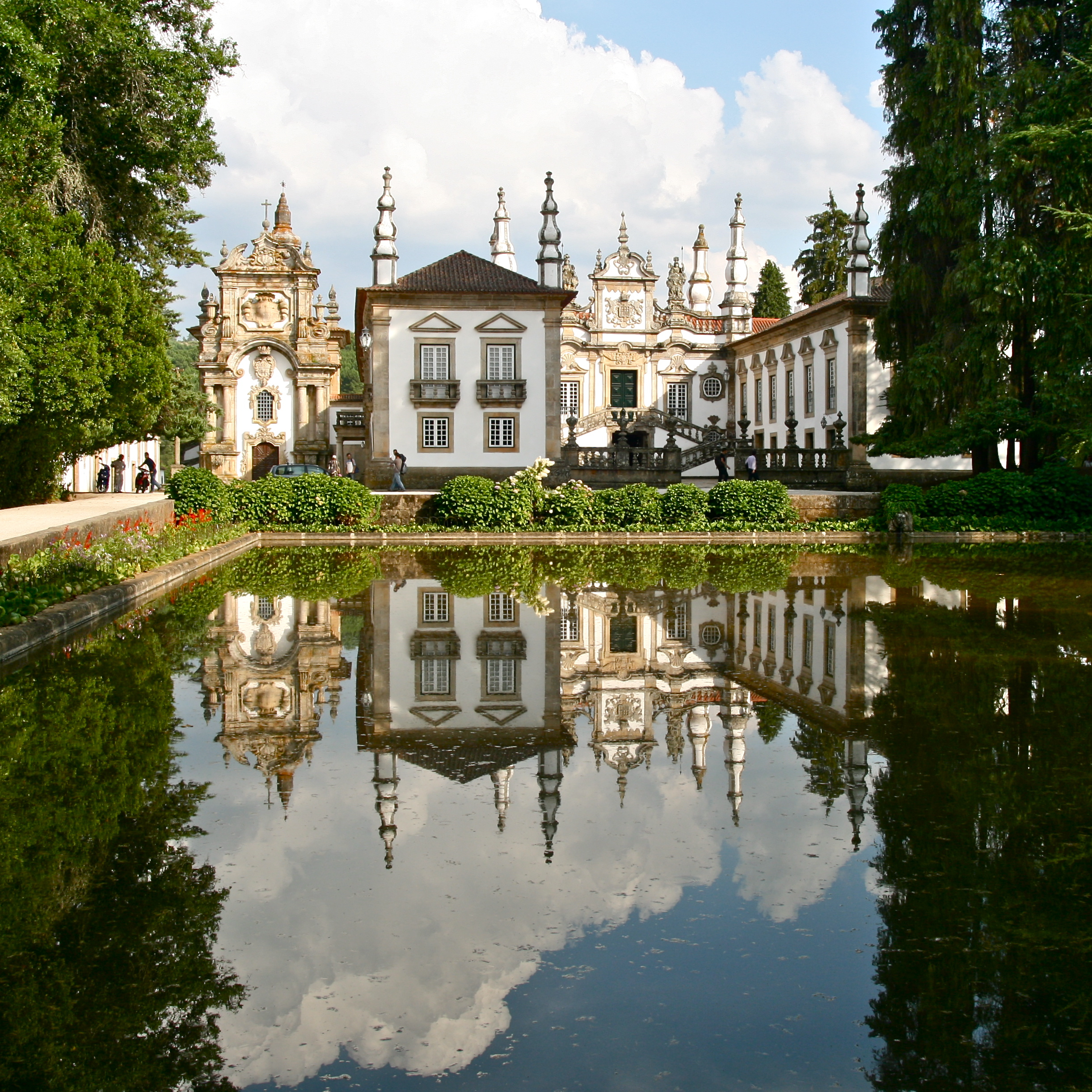
馬特烏斯宮，雷阿爾城
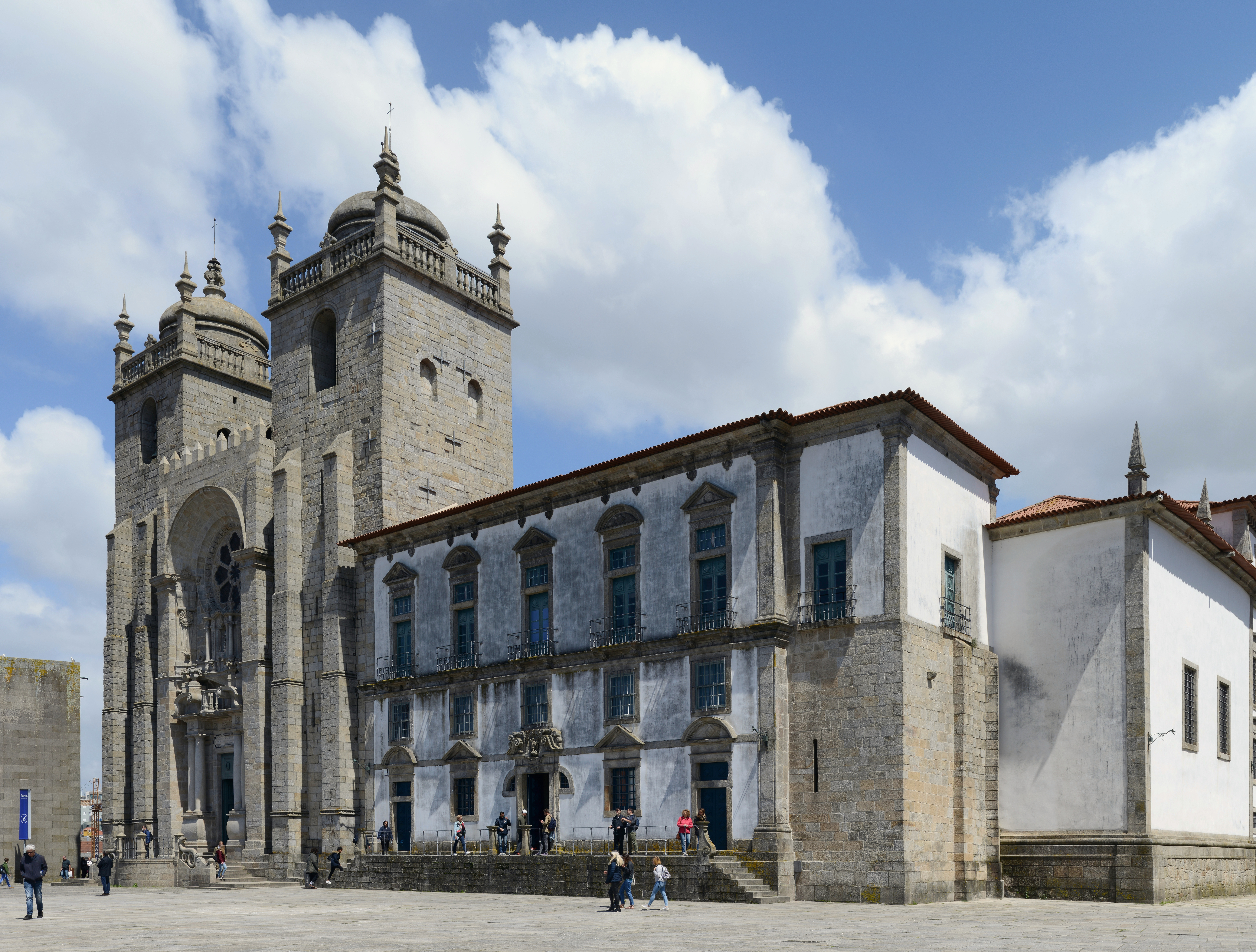
波尔图主教座堂，波爾圖
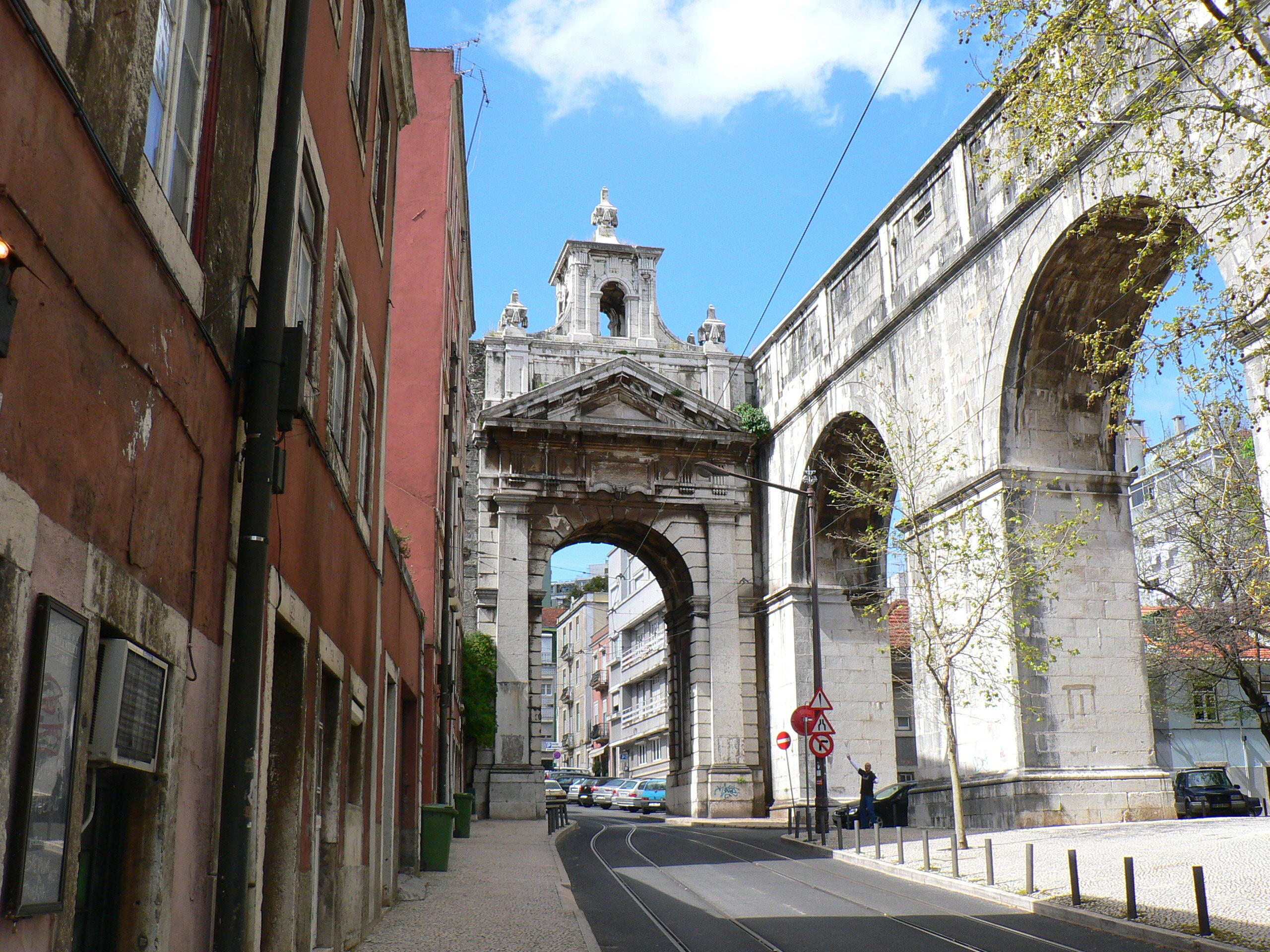
阿瓜里弗渡槽的紀念拱門，里斯本